# Ewing (Illinois)
Ewing es una villa ubicada en el condado de Franklin en el estado estadounidense de Illinois. En el Censo de 2010 tenía una población de 307 habitantes y una densidad poblacional de 117,36 personas por km².

## Geografía
Ewing se encuentra ubicada en las coordenadas 38°5′22″N 88°51′8″O / 38.08944, -88.85222. Según la Oficina del Censo de los Estados Unidos, Ewing tiene una superficie total de 2.62 km², de la cual 2.61 km² corresponden a tierra firme y (0.1%) 0 km² es agua.

## Demografía
Según el censo de 2010, había 307 personas residiendo en Ewing. La densidad de población era de 117,36 hab./km². De los 307 habitantes, Ewing estaba compuesto por el 100% blancos, el 0% eran afroamericanos, el 0% eran amerindios, el 0% eran asiáticos, el 0% eran isleños del Pacífico, el 0% eran de otras razas y el 0% pertenecían a dos o más razas. Del total de la población el 0.98% eran hispanos o latinos de cualquier raza.